# Xã Storlie, Quận Cavalier, Bắc Dakota
Xã Storlie (tiếng Anh: Storlie Township) là một xã thuộc quận Cavalier, tiểu bang Bắc Dakota, Hoa Kỳ. Năm 2010, dân số của xã này là 21 người.